# 陶大宇
陶大宇（英語：Michael Do Tai Yu；1963年8月26日—），香港男演員，前無綫電視男藝員，在1983年無綫電視藝員訓練班12期畢業後加入無綫電視，現今自由身發展。

## 背景

### 早年生活
陶大宇早年在香港出生 ，在九龍城及尖沙咀長大，有2兄1姊，父親是一名學者。他曾就讀香港基教書院幼稚園部（1967年入學）、小學部及中學部（1982年中五），在校時讀書成績較差，是班別活動搞手，另一方面是一名運動健將，精於不同體育項目如桌球、籃球、游泳等。小時候因在床上嬉戲以致不慎跌在地上，左手骨折需接受手術，自此左手手肘於康復後略為彎曲。他報讀訓練班前曾於1982年參加《歡樂今宵》的「似模似樣大賽」，在節目中模仿周潤發在《鱷魚潭》的演出。及至中五畢業後在該年暑假到同母異父姊姊（陶的母親再婚，大姊是母親與前夫所生的女兒）任職的大型時裝品牌店當送貨員3個月，又曾在同班同學任職的茶餐廳當了侍應1星期，同時已計劃在3個月後離職且報考藝員訓練班。

### 演藝發展
1982年，陶大宇在父親幫忙填寫表格下入讀香港無綫電視第12期無綫電視藝員訓練班（該段時期電視台最後一屆花1年時間栽培新人的訓練班），著名的同期同學有劉嘉玲、商天娥、吳君如、藍潔瑛、劉青雲等。他曾在訓練班考核中與劉嘉玲重新演繹周潤發及趙雅芝在《上海灘》的情節，1983年畢業後成為無綫電視藝員。他在1984年已獲得機會飾演電視劇《生鏽橋王》的第二男主角，同年因黃日華在拍攝《江湖浪子》時患上肝病入院，空出廠期，為補廠期而臨時開拍5集短篇劇《碧血洗銀槍》，他在此劇得到第一男主角機會。惟後來無以為繼，演藝事業載浮載沉，發展一般，一直到1990年代初主要擔任配角。
直至參演無綫電視劇集《壹號皇庭》及《刑事偵緝檔案》系列，陶大宇的演藝事業才開始發光發亮。當年監製鄧特希賞識他在《義不容情》的表現，於是安排他出演《壹號皇庭》要角。陶大宇在1996年和1997年蟬聯兩屆壹電視大獎十大電視藝人冠軍（第一位），成為香港「師奶殺手」稱號的第一人，該花名由後為《星島日報》娛樂名人版總採訪主任的編輯施惠珍給陶大宇所改。他和郭可盈因為在三部《刑事偵緝檔案系列》中的出色表現，連續多次獲得各種最受歡迎熒幕情侶獎，成為無綫電視劇集中最經典的情侶檔之一。後來他於1997年因合約問題與無綫電視鬧翻，加入王晶旗下「晶藝電影有限公司」，1999年由他主演的亞視劇集《縱橫四海》在收視方面一度打敗無綫多部劇集。
當陶大宇離開無綫後，電視台一方一度派代表邀請他回巢，卻礙於有關人員未能表明公司有何具體工作安排而無法合作。而在電視台以外發展時期，陶大宇於1990年代夥拍歐陽震華與其他三位朋友合資在銅鑼灣開設酒家「越華會」，2000年再於筲箕灣開設分店。同期曾投資劉少君在灣仔開設的上海菜館，終蝕本離場。
在2003年重返無綫之前，陶大宇也是中國星旗下藝人，回歸無綫時則與歐陽震華、郭可盈拍攝《青出於藍》，往後數年間只拍攝了數部劇集。雖由第二次回歸至離巢拍攝的劇集不多，但部分卻引來不少迴響，如《心花放》經常出現陶大宇做出掩臉和發出「呀」一聲的演出，該幕目前依然是網民的截圖對象。另外陶大宇在《和味濃情》中經常喊「阿Me…」或「Me…」（阿Me即是女主角蘇玉華在劇中的暱稱）亦為網民經常談論的對象。由於2009年底與無綫未能達成共識，故再次結束藝人合約，離巢另覓發展。事緣無綫在一年半內都沒有給他派演劇集，拍畢《掌上明珠》部分集數後，合約只剩下3個月，當年無綫要求他延長6個月合約期才能完成該劇餘下10集的戲份，但他不願意延長，覺得這個工作編排上的錯誤不應由他承擔，所以最後由無綫賠償10集酬金終止合約。他因此再次離開無綫，前往中國大陸發展。相隔數月，無綫電視有意找他出演一部電視劇，然而在洽談合約之際列明他要賠償之前拍攝《掌上明珠》時，電視台賠給他的10集酬金，結果雙方合作告吹。近年，陶大宇減少電視演出，多在大陸接洽商演活動。
2021年10月至11月，陶大宇數段於中國大陸參與商業演出的片段在抖音和香港的網上討論區流傳，其中他翻唱劉德華的〈倒轉地球〉、〈愛你一萬年〉、郭富城的〈唱這歌〉等歌曲的片段迅速在網絡爆紅，不久，許多粉絲及網民開設「齊齊推過氣師奶殺手陶大宇上返神台關注組」等群組。因應一時爆紅效應，他分別於2021年12月23日舉辦的澳門葡京人倒轉地球玩轉夜市冬日夜市嘉年華及同年年12月30日舉行的「買轉地球陶大宇網上演唱會」擔任表演嘉賓。2022年1月23日，陶大宇更乘勢接受新城電台節目主持張顥霖提議推出賀年串燒歌曲〈紅陶大宇喜迎春〉。而陶大宇開始接洽歌唱商業演出的年份始於2006年至2007年。

## 個人生活
陶大宇於1982年加入訓練班前後的3個月間，先後喪父與喪姊。婚姻方面，他與圈外人黃慧寶交往10年後，於2000年結為夫妻，但於2007年離婚。2人透過歐陽震華介紹而認識。仳離原因起自陶大宇跟郭羨妮參演電視劇時引發婚外情。而陶大宇亦於公開訪問中表示離婚局面因雙方性格不合所致。
陶大宇於2025年已低調再婚。

## 演出作品

### 電視劇（無綫電視）
| 年代   | 劇名            | 角色                         |
| 1983年 | 北斗雙雄        | 問題青年                     |
| 1983年 | 夾心人          | （跑龍套）                   |
| 1984年 | 再版人          | （跑龍套）                   |
| 1984年 | 黃金約會        | （跑龍套）                   |
| 1984年 | 畫出彩虹        | （跑龍套）                   |
| 1984年 | 五虎將          | （跑龍套）                   |
| 1984年 | 決戰玄武門      | （跑龍套）                   |
| 1984年 | 秋瑾            | 革命黨團練成員               |
| 1984年 | 天師執位        | 天師弟子、古董店老闆         |
| 1984年 | 笑傲江湖        | （跑龍套）                   |
| 1984年 | 生鏽橋王        | 雷子龍                       |
| 1984年 | 鹿鼎記          | 天地會青木堂弟子，清凉寺僧人 |
| 1984年 | 碧血洗銀槍      | 白馬公子                     |
| 1985年 | 碧血劍          | 齊雲璈，五毒教長老           |
| 1985年 | 薛仁貴征東      | 何宗憲                       |
| 1985年 | 挑戰            |                              |
| 1985年 | 楊家將          | 潘虎                         |
| 1986年 | 狄青            | 龐秀                         |
| 1986年 | 倚天屠龍記      | 范遙                         |
| 1986年 | 達摩            | 孟達                         |
| 1987年 | 大運河          | 長孫無忌                     |
| 1987年 | 成吉思汗        | 木華黎                       |
| 1987年 | 書劍恩仇錄      | （跑龍套）                   |
| 1988年 | 旭日背後        |                              |
| 1988年 | 太平天國        | 李昭壽                       |
| 1989年 | 吉星報喜        | 山贼“一點紅”                 |
| 1989年 | 義不容情        | 陳哲偉（Herman）             |
| 1989年 | 富貴流氓        |                              |
| 1989年 | 天變            | 慕容豪傑                     |
| 1990年 | 茶煲世家        | Peter Pan                    |
| 1990年 | 又是冤家又聚頭  | Philip                       |
| 1990年 | 走路新郎哥      | 元寶                         |
| 1991年 | 邊城浪子        | 花滿天                       |
| 1991年 | 幹探群英        | 阿波                         |
| 1991年 | 漂白英雄        | 楊大偉                       |
| 1991年 | 今生無悔        | 許家駒                       |
| 1991年 | 三八佳人        | 杜日年                       |
| 1991年 | 灰網            | 楊志標（反派角色）           |
| 1992年 | 壹號皇庭        | 江承宇                       |
| 1992年 | 大時代          | 丁益蟹（反派角色）           |
| 1992年 | 出位江湖        | 達生平                       |
| 1992年 | 極度空靈        | 江兆華                       |
| 1993年 | 怒火羔羊        | 陶源                         |
| 1993年 | 壹號皇庭II      | 江承宇                       |
| 1993年 | 少年五虎        | 梁起高                       |
| 1993年 | 居者冇其屋      | 王彼樹（反派角色）           |
| 1993年 | 武尊少林        | 端木宏（反派角色）           |
| 1994年 | CATWALK俏佳人   | 司徒立秋                     |
| 1994年 | 新重案傳真      | 方偉                         |
| 1994年 | 壹號皇庭III     | 江承宇                       |
| 1995年 | 刑事偵緝檔案    | 張大勇                       |
| 1995年 | 壹號皇庭IV      | 江承宇                       |
| 1995年 | 刑事偵緝檔案II  | 張大勇                       |
| 1996年 | 孽吻            | 郭家寶                       |
| 1997年 | 壹號皇庭V       | 江承宇                       |
| 1997年 | 刑事偵緝檔案III | 張大勇                       |
| 2004年 | 青出於藍        | 曾政良                       |
| 2005年 | 心花放          | 林一江                       |
| 2005年 | 開心賓館        | 甘志                         |
| 2007年 | 學警出更        | 張景峰                       |
| 2008年 | 和味濃情        | 鍾禮和                       |
| 2010年 | 掌上明珠        | 洪耀生                       |

### 電視劇（亞洲電視）
| 年代   | 劇名                         | 角色              |
| 1998年 | （又名：球愛情緣）（中國星） | 程向東            |
| 1999年 | 縱橫四海（中國星）           | 利兆天 （Steven） |
| 2000年 | 影城大亨（中國星）           | 溫月庭            |
| 2000年 | 電視風雲                     |                   |
| 2001年 | 縱橫天下（中國星）           | 茅進              |
| 2001年 | 俠骨仁心                     | 連立春            |
| 2002年 | 天使家族                     |                   |
| 2003年 | 亞洲英雄                     | 曾偉邦            |
| 2012年 | 義本同心（亞視子公司新視線） |                   |

### 電視劇（其他）
| 年代   | 劇名         | 角色           | 備註             |
| 1998年 | 衛斯理傳奇   | 衛斯理         | 新加坡新传媒製作 |
| 1999年 | 風雲歲月     |                |                  |
| 2001年 | 再見愛人     | 鍾文基         |                  |
| 2003年 | 雄心密令     | 阿森           |                  |
| 2004年 | 靈異偵緝檔案 | 葉聖輝         | 香港有線電視製作 |
| 2014年 | 隋唐演義     | 李世民（聲演） |                  |
| 2014年 | 幸福稍後再播 |                |                  |
| 2016年 | 隱世者們     | 张顺安         | [ 36 ] [ 37 ]    |
| 2019年 | 詭探前傳     | 羅貴成         | 香港電視娛樂製作 |
| 2022年 | 女法醫JD     | 宋立宏         |                  |

### 電視電影（無綫電視）
- 1987年 陰陽界
- 1990年 綫人
- 1990年 挑戰巔峰
- 1993年 七色桌球夢
- 1993年 梨花劫
- 1997年 賊至尊

### 電影
| 年代   | 片名                 | 角色    |
| 1989年 | 線人                 |         |
| 1991年 | 雙鐲                 |         |
| 1992年 | 哎吔女朋友           | John    |
| 1992年 | 情不自禁II霎時衝動   | 名公子  |
| 1993年 | 七月十四             | Simon   |
| 1993年 | 男與女               |         |
| 1993年 | 孽吻                 |         |
| 1993年 | '93女愛男歡          | 胡學人  |
| 1993年 | 富貴狂花             |         |
| 1994年 | 飛虎雄獅之極道戰士   | 郁飛    |
| 1996年 | 紅燈區               | 葉善文  |
| 1996年 | 九月初九新娘潭       |         |
| 1996年 | 1/2次同床            | Michael |
| 1997年 | 超級無敵追女仔       | 马超仁  |
| 1997年 | 猛鬼卡啦ok           | 左輪    |
| 1999年 | 反骨仔               | 白毛    |
| 2002年 | 致命性騷擾           |         |
| 2002年 | 機密檔案之人間蒸發   |         |
| 2003年 | 殺入愛情路           |         |
| 2004年 | 血胎換骨             |         |
| 2016年 | 愛上女蒲團           |         |
| 2017年 | 愛上女蒲團2          |         |
| 2018年 | 愛上女蒲團：終章     |         |
| 2020年 | 爱在深夜时(網絡電影) | 陈浩南  |
| 2024年 | 紮職3                | 群哥    |
| 拍攝中 | 爆裂女警             |         |

### 廣播劇
- 2001年 38℃的被窩 飾 田力人（香港商業電台）[38]

### 參與節目
節目主持（無綫電視）
- 1994年 寰宇風情 哥斯達黎加智利特輯（與譚淑梅主持）
- 1995年 寰宇風情 捷旅紐西蘭特輯（與梁榮忠主持）
- 1995年 南極追踪（與梁榮忠主持）
- 1996年 皇冠車行三十年（與曾華倩任司儀）

節目主持（其他）
- 2015年 我愛煮食男（香港有線電視）
- 2020年 辣伙頭（ViuTV）
- 2022年 名廚虎年賀新春（香港開電視）

## 廣告
- 2000年 碧桂園[39]
- 2022年 
  - WeChat Pay HK 2022年第二期香港消費券計劃[40]
  - 手機遊戲《RO仙境傳說：愛如初見》

## 派台歌曲成績
| 派台歌曲成績（五台） | 派台歌曲成績（五台） | 派台歌曲成績（五台） | 派台歌曲成績（五台） | 派台歌曲成績（五台） | 派台歌曲成績（五台） | 派台歌曲成績（五台） | 派台歌曲成績（五台） |      |
| -------------------- | -------------------- | -------------------- | -------------------- | -------------------- | -------------------- | -------------------- | -------------------- | ---- |
| 唱片                 | 歌曲                 | 903                  | RTHK                 | 997                  | TVB                  | ViuTV                | 備註                 | 備註 |
| 2022年               |                      |                      |                      |                      |                      |                      |                      |      |
|                      | 紅陶大宇喜迎春       | -                    | -                    | -                    | ×                    | -                    |                      |      |

| 903 | RTHK | 997 | TVB | ViuTV | 備註              |
| 0   | 0    | 0   | 0   | 0     | 五台冠軍歌總數：0 |

- （*）上榜中
- （-）未能上榜
- （×）沒有派往該台
- （(1)）兩週冠軍

## 獎項
- AEG 娛樂人氣王2022：人氣網絡名人